# Vert.x
버텍스(Vert.X)는 이벤트 드리븐(영어: event-driven) 방식의 자바 버추얼 머신(영어: Java Virtual Machine) 위에서 동작하는 어플리케이션 프레임워크이다.
자바스크립트의 Node.js, 파이썬의 트위스티드, 펄의 Perl Objected Environment, C의 libevent, PHP의 reactPHP 나 amphp 그리고 루비의 EventMachine 등과 비슷하다.

## 예제
"Hello from Vert.x!"를 서비스하는 웹 서버는 자바로 작성이 가능하다:
```
import
 
io.vertx.core.AbstractVerticle
;

public
 
class
 
Server
 
extends
 
AbstractVerticle
 
{

  
public
 
void
 
start
()
 
{

    
vertx
.
createHttpServer
().
requestHandler
(
req
 
->
 
{

      
req
.
response
()

        
.
putHeader
(
"content-type"
,
 
"text/plain"
)

        
.
end
(
"Hello from Vert.x!"
);

    
}).
listen
(
8080
);

  
}

}

```

자바스크립트로는 다음과 같다:
```
vertx
.
createHttpServer
()

  
.
requestHandler
(
function
 
(
req
)
 
{

    
req
.
response
()

      
.
putHeader
(
"content-type"
,
 
"text/plain"
)

      
.
end
(
"Hello from Vert.x!"
);

}).
listen
(
8080
);

```

## 특징
1. Scale: 버텍스는 이벤트 드리븐([2]), 논 블럭킹(non blocking) 방식이다. 이로써 적은 커널 쓰레드를 사용하여 여러 동시성을 확보할 수 있다.
2. Polyglot: Java, JavaScript, Groovy, Ruby, Ceylon, Scala, Kotlin 등의 여러 언어에서 사용가능하다.